# トビー門口
トビー門口（トビーかどぐち、1941年10月9日 - 1999年）は、台湾出身の俳優。本名は木村隆司。台湾名は門東飛（モントンフィ）。芸名の由来は台湾名である。

## 来歴・人物
カントリーバンドのジミー時田とマウンテンプレイボーイズでデビュー。その後、悪役俳優として活動する。
CMでは1974年のナショナルハイトップ乾電池が有名で、人造人間に扮し胴体に仕込んだ電池を自ら抜き直立不動のまま後へひっくり返る演技で「第14回ACC CMフェスティバル」のTVフィルム部門ACC賞を受賞、脚光を浴びた。これは電通の今村昭（筆名：石上三登志）の演出による作品。
また、テレビ、映画にて銃器を使った特殊効果（ガンエフェクト）の専門職である銃器テクニカルアドバイザーとして活躍する。アメリカにてジェフ・クーパーにコンバットシューティングを習い、その経験を生かし日本にて本格的な実践射撃を想定したI・P・S・A（インターナショナルプラクティカルシューティングアカデミー）を設立。生徒を指導しながら俳優業も行なっていた。その経験からグアム島にて松田優作に実銃による実弾射撃を指導し、松田のアクション俳優としてのレベルを向上させた立役者でもある。
また、日本映画界の銃器のテクニカル・アドバイザーの先駆者であり、リアルな弾着やプロップガンなど、様々な特殊効果を考案・改良した。特に市販のモデルガンをプロップ化する技術にはかなり長けており、『丑三つの村』ではMGC製レミントンM31の銃身を6丁分継ぎ足して延長し、9連発仕様にする、『ゴキブリ刑事』では同じくMGC製ステン短機関銃をプロップ化させるなど、小林太三と共に日本映画のガンエフェクト技術を飛躍的に成長させていった。
後年はコンバットシューティング、銃に関するテクニック、マナーの指導を中心に活動。また、『月刊Gun』などにステージガンに関する記事を寄稿していた。銃器テクニカルアドバイザーの先駆けであり、弾着やリアルなステージガンなど、さまざまな特殊効果を考案・改良し、以降のガンエフェクトプロフェッショナルに多大なる影響を与えた。
1984年にプラスチック製モデルガンを不正改造したとして銃刀法違反に問われ、懲役3年執行猶予4年の判決を受け、業界から去り以降の活動は基本的になくなった。その後、最後の出演作となる長渕剛のミュージック・ビデオ『HUNGRY』に、原田眞人監督の希望にて出演。これが遺作となった。
1999年病気により急逝。享年58。

## 出演作品

### 映画
- 薔薇の標的 （1972年、東宝） - 野村 役
- 野獣狩り（1973年、東宝） - 銃砲店店主役
- 野良犬（1973年、松竹） - チンピラ役
- ゴキブリ刑事（1972年、東宝） - 殺し屋 役
- ザ・ゴキブリ （1973年、東宝） - 殺し屋 役
- ピンク・レディーの活動大写真 （1978年、東宝） - マスタード 役
- さらば映画の友よ インディアンサマー （1979年、キティフィルム） - コチ 役
- 蘇える金狼 （1979年、角川春樹事務所） - 福田 役
- 処刑遊戯 （1979年、東映） - 本庄一雄 役
- 野獣死すべし （1980年、東映、角川春樹事務所） - 奥津 役
- 陽炎座（1981年、日本ヘラルド映画）
- ヨコハマBJブルース （1981年、東映） - 中国人 役

### テレビドラマ
- 大追跡 第17話「殺し屋」（1978年、日本テレビ・東宝）
- 俺たちは天使だ! 第19話「運が悪けりゃターゲット」（1979年、日本テレビ・東宝）
- 探偵物語 第9話「惑星から来た少年」（1979年、日本テレビ・東映芸能ビデオ）
- 西部警察 第13話「大門危機一発」（1980年、テレビ朝日・石原プロモーション）
- 金曜ドラマ/突然の明日（1980年、TBS）
  - 第9話「彼の子供を生みます」 - ケン・藤田 役
  - 第13話「三時・ここで待つ」 - 銃火器指導
- 賞金稼ぎ 第1話「墓場なき兵士たち」（1975年） - 木影
- 時代劇スペシャル / 御金蔵破り・佐渡の金山を狙え（1983年、フジテレビ・東映）

### バラエティー
- TVジョッキー　（1982年、日本テレビ）　檻の番人
- ヤンヤン歌うスタジオ　（1983年、テレビ東京）
- 8時だョ!全員集合（1969年 - 1985年、TBS）
- 11PM（1965年 - 1990年、日本テレビ）

### CM
- 松下電器 ハイトップ乾電池－人造人間編（松下電器）（1974年）[2][3]
- 黄桜酒造（日本酒）（1983年）
- スミスクライン・アンド・フレンチ コンタック咳止め（1984年）

## テクニカルアドバイザー作品

### 映画
- 野獣狩り（1973年、東宝）
- 野良犬（1973年、松竹）
- 野獣死すべし 復讐のメカニック （1974年、東宝）
- ドリフターズのカモだ!!御用だ!! （1975年、松竹・渡辺プロ）
- ピンクレディーの活動大写真 （1978年、東宝）
- さらば映画の友よ インディアンサマー （1979年、キティフィルム）
- 蘇える金狼 （1979年、角川春樹事務所）
- スーパーGUNレディ ワニ分署 （1979年、にっかつ）
- 赤い暴行 （1980年、にっかつ）
- 野獣死すべし （1980年、東映）
- 薔薇の標的（1980年、東映）
- ヨコハマBJブルース （1981年、東映セントラルフィルム）
- 獣たちの熱い眠り （1981年、東映）
- 陽炎座 （1981年、日本ヘラルド映画）
- 女猫 （1983年、にっかつ）
- 丑三つの村 （1983年、富士映画）
- 海燕ジョーの奇跡（1984年、松竹富士）

### テレビドラマ
- 太陽にほえろ!（日本テレビ・東宝）
- 大捜査線（フジテレビ・ユニオン映画）
- 噂の刑事トミーとマツ（TBS・大映テレビ）
- 熱帯夜（フジテレビ）
- 女捜査官（朝日放送・テレパック）
- 火曜サスペンス劇場「たそがれに標的を撃て」（1982年1月5日、日本テレビ・東映）

### バラエティー
- 8時だョ!全員集合　（年不詳）
- 沢田研二ショー　（1983年）

## 著書／著作
- 月刊Gun（国際出版） - 「映画・テレビのステージ・ガン」（不定期連載）
- 拳銃大百科（こどもポケット百科 実業之日本社） - 監修および記事執筆
- ハリウッド映画特急―L.A.EXPRESS（早川書房） - プロップガン記事執筆